# A kozmosz tüneménye
A kozmosz tüneménye (Fenomen Kosmosu) Czesław Chruszczewski lengyel író regénye. Magyarul a Kozmosz Fantasztikus Könyvek sorozatban látott napvilágot 1977-ben.

## Történet
|  | Alább a cselekmény részletei következnek! |

A Föld tizedik kozmikus korszakának vége felé az emberiség élete konfliktusmentes, tökéletesen megszervezett, a férfiak mind tudósok – "szobatudósok", iszonyúan unalmasak… "Ha a mai férjeknek nem sikerül az asszonyokban csodálatot ébreszteniük, civilizációnkat pusztulás fenyegeti" – állapítják meg a bölcsek, s meghirdetik az új hőskorszakot: nagyszabású expedíciót indítanak a kozmoszba. Az expedíció a régóta vett jelzéseket követve az Értelmesebbekkel akar találkozni. Mint kiderül, az Értelmesebbek azért csalogatták ki az ember a kozmoszba, hogy lássák, miként reagál más civilizációkkal való találkozásokra. Meglepetés adódik bőven, kölcsönösen míg végül is az ember kivívja az Értelmesebbek csodálatát. 
|  | Itt a vége a cselekmény részletezésének! |

## Magyarul
- A kozmosz tüneménye. Tudományos fantasztikus regény; ford. Murányi Beatrix, életrajz Kuczka Péter, lexikoncikk Buda Béla; Kozmosz Könyvek, Bp., 1977 (Kozmosz fantasztikus könyvek)